# Cochliobolus akaiiensis
Cochliobolus akaiiensis är en svampart som beskrevs av Sivan. 1987. Cochliobolus akaiiensis ingår i släktet Cochliobolus och familjen Pleosporaceae.   Inga underarter finns listade i Catalogue of Life.